# Plamen Markov
Pour les articles homonymes, voir Markov.
Plamen Markov Markov (en bulgare : Пламен Марков Марков), né le 11 septembre 1957 à Sevlievo, est un joueur de football international bulgare, reconverti en entraîneur. 

## Biographie

### Joueur
Il participe à la Coupe du monde 1986 avec l'équipe de Bulgarie. Lors de ce mondial, il dispute un match face à l'Argentine.

### Entraîneur
Il emmène la sélection bulgare à l'Euro 2004 cette fois-ci comme sélectionneur.
Il quitte ensuite la sélection avant de revenir en 2007. Il est une nouvelle fois limogé le 2 décembre 2008 pour manque de résultats. 
Son dernier match au poste de sélectionneur est une cinglante défaite 6-1 face à la Serbie à Belgrade.

## Carrière

### Joueur
- 1970-1975 :  Rakovski Sevlievo
- 1975-1985 :  CSKA Septemvrijsko Zname Sofia
- 1985-1987 :  FC Metz
- 1987-1989 :  FC Grenoble Dauphiné

### Entraîneur
- 1988-1989 :  FC Grenoble Dauphiné
- 1991-1992 :  Yantra Gabrovo
- 1995 :  FK CSKA Sofia
- 1996-1997 :  Yantra Gabrovo
- 1997-1998 :  PFC Minyor Pernik
- 1999-2001 :  Vidima-Rakovski Sevlievo
- 2002-2004 :  Bulgarie
- 2005-2006 :  Vidima-Rakovski Sevlievo
- 2006-2007 :  FK CSKA Sofia
- 2007 :  Wydad de Casablanca
- 2007-2008 :  Bulgarie

## Palmarès de joueur
- Champion de Bulgarie en 1976, 1980, 1981, 1982 et 1983 avec le CSKA Sofia
- Vainqueur de la Coupe de Bulgarie en 1983 et 1985 avec le CSKA Sofia